# Света Дамара
Света Дамара (стгрч. ΔαμαριςΔαμαρις) је библијска личност поменута у Делима Апостолским (17:34) као једна од присутних када је Павле из Тарса проповедао у Атини испред атинског Ареопага 55. године.

## Библијски наратив
Заједно са Дионисијем Ареопагитом, Дамара је прихватила хришћанску веру након Павлове Ареопагске проповеди. Стих гласи: „Али неки људи су се приклонили њему и веровали: међу којима је био Дионисије Ареопагит, и жена по имену Дамара, и други с њима”. 

## Поштовање
Православна црква је прославља као светитеља 3. октобра заједно са Дионисијем Ареопагитом и још двојицом Дионисијевих ученика, који су такође постали мученици.